# Ferdinand Börstler
Ferdinand Börstler (* 19. Juli 1934; † 8. Januar 2017) ist ein ehemaliger deutscher Fußballspieler. Der Offensivspieler hat beim TSV 1860 München von 1952 bis 1959 in der damals erstklassigen Fußball-Oberliga Süd 67 Ligaspiele mit 23 Toren und in der zweitklassigen 2. Liga Süd 88 Ligaspiele mit 43 Toren absolviert.

## Karriere

### Verein
Börstler, dessen Vater als Torhüter ebenfalls bei den „Löwen“ aktiv gewesen war, gehörte von 1952 bis 1959 dem TSV 1860 München als Stürmer an. In seiner Premierensaison für die Münchner Löwen wurde er unter Trainer Fred Harthaus in keinem Punktspiel eingesetzt; seine Mannschaft stieg als Vorletzter von 18 Mannschaften aus der Oberliga Süd, der seinerzeit höchsten deutschen Spielklasse, in die 2. Oberliga Süd ab. Im zweiten Anlauf glückte 1954/55 unter Trainer Max Schäfer der Titelgewinn in der 2. Liga und damit die Rückkehr in die Oberliga Süd. Börstler spielte zu diesem Zeitpunkt bei den Weiß-Blauen noch als Amateur und nahm deshalb mit der Auswahl des Bayerischen Fußball-Verbandes am Wettbewerb um den Amateur-Länderpokal teil und gewann auch mit Bayern den Länderpokal.
In seiner ersten regulären Oberligarunde, 1955/56, erzielte er an der Seite von Kurt Mondschein in 21 Ligaspielen fünf Tore. 1860 stieg aber erneut in die 2. Liga ab; die 3:27 Auswärtspunkte waren eine zu negative Ausbeute. Umgehend gelang 1956/57 aber der Meisterschaftsgewinn in der 2. Liga und der Angreifer hatte dazu unter Trainer Hans Hipp mit 25 Toren einen wesentlichen Beitrag geleistet. Zur Saison 1957/58 erneut in die Oberliga Süd zurückgekehrt, konnte der Oberligarückkehrer als Sechstplatzierter ein gutes Rundenergebnis erzielen. Börstler erzielte an der Seite von Sturmpartner Rudolf Kölbl in 16 Ligaeinsätzen sieben Tore. Diese Platzierung erreichte er mit seiner Mannschaft auch in seiner letzten Saison, 1958/59, als er in 28 Ligaeinsätzen elf Tore erzielte. Während seiner Oberligaspielzeit bestritt er 154 Punktspiele, in denen er 66 Tore erzielte; des Weiteren kam er im Wettbewerb um den Süddeutschen Pokal zum Einsatz und erzielte ein Tor in sechs Spielen. Bei der Saisonbeschreibung 1958/59 wird bei Grüne/Melchior notiert, „dass mit dem 20-jährigen Rudolf Kölbl, dem immer stärker werdenden Alfons Stemmer sowie den süddeutschen Auswahlspielern Hans Auernhammer und Ferdinand Börstler, gleich vier süddeutsche Spitzenkräfte im Kader gestanden hätten.“ Der Angriff lief in dieser Saison überwiegend in der Besetzung mit Helmut Albert, Peter Lihl, Kölbl, Börstler und Auernhammer auf.
Bereits im Alter von 25 Jahren, im Sommer 1959, beendete der Offensivspieler seine fußballerische Laufbahn und widmete sich seiner beruflichen Existenz als Blumenhändler und verpasste somit die erfolgreichste Löwenzeit ab 1962 unter Trainer Max Merkel.

### Auswahlmannschaft
Als Spieler der Auswahlmannschaft des Bayerischen Fußball-Verbandes nahm er 1955 am Amateur-Länderpokal teil, den er mit seiner Mannschaft auch gewann, nachdem die Auswahlmannschaft des Fußball- und Leichtathletik-Verbandes Westfalen mit 5:2 bezwungen wurde. Börstler bildete im siegreichen Finale in Augsburg auf Halbrechts mit Willy Reitgaßl den rechten Flügel der bayerischen Auswahl.
Im Juni 1957 kam der Angreifer der Sechziger in zwei weiteren Auswahlspielen zum Einsatz: Am 20. Juni lief er in Schweinfurt bei einem Testspiel von zwei DFB-Auswahlmannschaften in der A-Elf bei einem 9:2-Sieg gegen eine B-Auswahl auf Halblinks ein und erzielte an der Seite von Angriffskollegen wie Helmut Rahn, Max Morlock und Willi Schröder zwei Tore. Acht Tage später, am 29. Juni, vertrat er die Farben von Süddeutschland beim Repräsentativspiel in Karlsruhe gegen Norddeutschland. Beim 2:2-Remis bildete er mit Gerhard Siedl, Kurt Sommerlatt, Berthold Buchenau und Erwin Aumeier die Angriffsreihe der Südauswahl.

## Erfolge
- Länderpokal-Sieger 1955